# José Adolfo Larregain
José Adolfo Larregain OFM (* 3. April 1966 in Adolfo González Chávez, Provinz Buenos Aires, Argentinien) ist ein argentinischer römisch-katholischer Ordensgeistlicher und Erzbischof von Corrientes.

## Leben
José Adolfo Larregain trat dem Franziskanerorden bei und empfing nach Abschluss seiner theologischen Studien am 19. März 2004 das Sakrament der Priesterweihe.
Neben Aufgaben in verschiedenen Franziskanerniederlassungen in Argentinien erwarb er an der Päpstlichen Katholischen Universität von Argentinien einen Abschluss in Pastoraltheologie. Vor seiner Ernennung zum Weihbischof war er zuletzt Guardian des Studienhauses für die Franziskaner mit zeitlicher Profess im Bistum Merlo-Moreno, Pfarradministrator der Pfarrei Virgen de la Paz in Moreno und Provinzialdefinitor seiner Ordensprovinz.
Papst Franziskus ernannte ihn am 21. März 2020 zum Weihbischof in Corrientes und zum Titularbischof von Mauriana. Der Erzbischof von Corrientes, Andrés Stanovnik OFMCap, spendete ihm am 29. Juni desselben Jahres die Bischofsweihe. Mitkonsekratoren waren Stanovniks Amtsvorgänger Domingo Salvador Castagna sowie der Bischof von Goya, Adolfo Ramón Canecín, und der Bischof von Santo Tomé, Gustavo Alejandro Montini.
Am 27. September 2024 wurde er zum Koadjutorerzbischof von Corrientes ernannt und am 27. Dezember desselben Jahres in das Amt eingeführt. Mit dem Rücktritt von Andrés Stanovnik am 22. Februar 2025 folgte er diesem als Erzbischof von Corrientes nach.